# Heart Kent
Heart Kent est une radio locale indépendante, elle est diffusée dans le comté du Kent, en Angleterre. Anciennement Invicta FM, elle a été rebaptisée en juin 2009 et fait maintenant partie de Heart Network.
La station diffuse depuis 1984, elle a été détenue successivement par Southern Radio plc, Capital Radio plc et GCap Media plc.